# JQuery
jQuery (auch jQuery Core) ist eine freie JavaScript-Bibliothek, die Funktionen zur DOM-Navigation und -Manipulation zur Verfügung stellt.
jQuery ist die meistverwendete JavaScript-Bibliothek. 77 % aller Websites und 69 % der 10.000 meistbesuchten Websites nutzen jQuery (Stand: September 2022). Die Bibliothek wird in vielen Content-Management-Systemen und Webframeworks bereits mitgeliefert, zum Beispiel in
Joomla, WordPress, MediaWiki oder Drupal.

## Geschichte
Ursprünglich sollte die Bibliothek jSelect genannt werden. Da die Domain für diesen Namen schon vergeben war, entschied sich der Entwickler John Resig für den Namen jQuery. Die von John Resig entwickelte Bibliothek wurde im Januar 2006 auf dem Barcamp (NYC) in New York veröffentlicht. Zwischenzeitlich wird die Bibliothek jQuery von der unabhängigen jQuery Foundation fortlaufend weiterentwickelt und um weitere Bibliotheken ergänzt mit JQuery UI, jQuery Mobile, Sizzle Selector Engine und QUnit. Der Erfinder John Resig hat sich inzwischen aus der aktiven Entwicklungsarbeit zurückgezogen und diese an das jQuery Team übergeben, welchem er als Ehrenmitglied weiterhin angehört.

## Parallele Versionsstränge
Bis 2016 wurden mit 1.x und 2.x zwei Versionsstränge gepflegt, die sich hinsichtlich der Browserkompatibilität unterscheiden. Die Versionen 1.x (ab 1.9) und 2.x besitzen eine kompatible API. Seit dem 9. Juni 2016 mit der Veröffentlichung der Version 3.0 wurde ein neuer Versionsstrang eingeführt. Dieser ist im Großteil ebenfalls rückwärtskompatibel.
Der Versionsstrang 1.x begann im Juni 2006 als Version 1.0 als Alpha-Version. Die erste Version des Versionsstrangs 2.x wurde im April 2013 unter der Bezeichnung „jQuery 2.0“ veröffentlicht. Aufgrund besserer JavaScript-Unterstützung moderner Webbrowser (zum Beispiel Zugriffe auf DOM-Knoten) konnte der Quellcode von jQuery 2.0 grundlegend umstrukturiert und aufgeräumt werden. Im Gegenzug wurde die Unterstützung für ältere Browser wie den Internet Explorer bis einschließlich Version 8 (und der Kompatibilitätsansicht in aktuelleren Versionen) entfernt. Weil diese älteren Browser je nach Einsatzgebiet teilweise noch relativ hohe Verwendungszahlen besitzen, wurde die 1.x-Versionslinie aus Kompatibilitätsgründen bis zum Erscheinen der Version 3.0 am 9. Juni 2016 gewartet und aktualisiert. Die Versionslinie 1.x und 2.x werden weiterhin mit sicherheitsrelevanten Patches versorgt.
Der Versionsstrang 3.x verzichtet jedoch gänzlich auf die Unterstützung von Internet-Explorer-spezifischen Eigenheiten. Unter anderem wurde mit Version 3.0 die API für jQuery.deferred geändert und es wurden veraltete Event-Listener, namentlich .load, .unload und .error, entfernt.

## Funktionen
jQuery bietet JavaScript-Entwicklern folgende Funktionen:
- Elementselektion im Document Object Model über die Sizzle Selector Engine, die weitgehend den CSS-3-Selektoren entspricht
- Document-Object-Model-Manipulation
- Erweitertes Event-System
- Hilfsfunktionen wie zum Beispiel die each-Funktion
- Animationen und Effekte
- Ajax-Funktionalitäten
- Erweiterbarkeit durch zahlreiche freie Plug-ins, etwa jQuery UI für die einheitliche Gestaltung von Benutzeroberflächen oder DataTables zur Anzeige tabellarischer Daten[15]

## Benutzung
Die jQuery-Basisbibliothek besteht aus einer JavaScript-Datei, in der alle grundlegenden DOM-, Ereignis-, Effekt- und Ajax-Funktionen enthalten sind.
Nachdem die Datei, welche die Bibliothek enthält, im HTML-Dokument eingebunden ist, kann jQuery benutzt werden. Typischerweise wird durch den Zugriff auf Objekte mit der $-Funktion oder, um Kompatibilitätsproblemen mit anderen Bibliotheken aus dem Weg zu gehen und eine bessere Lesbarkeit zu erreichen, mit der jQuery-Funktion ein Objekt erzeugt. Dieses jQuery-Objekt kann dank Fluent Interfaces an andere Funktionen übergeben werden.
Um mit mehreren Bibliotheken, die das $-Zeichen als Aufruf nutzen, arbeiten zu können, kann man dieses bei jQuery deaktivieren:
```
// gibt das $-Zeichen für andere Bibliotheken frei (kann auch mit der $-Notation aufgerufen werden)

jQuery
.
noConflict
();

```

Eine typische Manipulation von DOM-Elementen beginnt mit der $- oder jQuery-Funktion, die als Parameter einen CSS-ähnlichen Selektor erwartet. Zurückgegeben werden dann übereinstimmende DOM-Elemente, die dann mit jQuery-Methoden manipuliert werden können.
Beispiel:
```
$
(
"div.test, p.quote"
)

    
.
addClass
(
"blue"
)

    
.
slideUp
(
"slow"
);

// oder auch

jQuery
(
"div.test, p.quote"
)

    
.
addClass
(
"blue"
)

    
.
slideUp
(
"slow"
);

```

In diesem Beispiel werden alle div-Elemente mit der Klasse test sowie alle p-Elemente mit der Klasse quote selektiert. Dann wird jedem der gefundenen Elemente die CSS-Klasse blue hinzugefügt. Abschließend wird das vertikale Zusammenklappen dieser Elemente animiert.
Zusätzlich existieren globale Hilfsfunktionen. Diese können mit Hilfe der $-/jQuery-Funktion aufgerufen werden. Im folgenden Beispiel-Script wird die each-Funktion demonstriert:
```
var
 
meinArray
 
=
 
[
1
,
 
2
,
 
3
];

$
.
each
(
meinArray
,
 
function
()
 
{

  
document
.
write
(
this
 
+
 
1
);

});

```

Dieses Beispiel schreibt 234 in das Dokument.
Ajax-Funktionalitäten können mit Hilfe von $.ajax aufgerufen werden. Im unten stehenden Beispiel erfolgt eine asynchrone HTTP-POST-Anfrage an ein PHP-Script. Ist der Aufruf erfolgreich, wird die Antwort des PHP-Scriptes mit einem Hinweisfenster ausgegeben.
```
$
.
ajax
({

  
type
:
 
"POST"
,

  
url
:
 
"beispiel.php"
,

  
data
:
 
"name=Mustermann&location=Berlin"
,

}).
done
(
function
(
response
){

    
alert
(
"Daten gespeichert: "
 
+
 
response
);

});

```

Mit Hilfe von jQuery können den DOM-Elementen auch Events hinzugefügt werden:
```
$
(
function
()
 
{

  
$
(
"div.test a"
).
on
(
'click'
,
 
function
()
 
{

    
alert
(
"Hello world!"
);

  
});

});

```

In diesem Beispiel wird nach dem Laden der DOM-Struktur jedem „a“-Element, das sich innerhalb von div-Elementen mit der Klasse „test“ befindet, ein Event-Listener zugewiesen, der beim Klick auf das Element eine Nachricht ausgibt. Der Vorteil dieser Umsetzung besteht darin, dass das Klickverhalten an einer zentralen Stelle gesteuert werden kann und nicht an dem HTML-Element selbst hinterlegt ist.